# Filippo Juvarra
Filippo Juvarra (Messina, 7 marzo 1678 – Madrid, 31 gennaio 1736) è stato un presbitero, architetto e scenografo italiano, uno dei principali esponenti del barocco, che operò per lunghi anni a Torino come architetto di casa Savoia.
Formatosi inizialmente nel Regno di Sicilia, parzialmente da autodidatta, la sua prima opera architettonica fu il completamento, nel 1703, della chiesa di San Gregorio a Messina, oggi scomparsa, per la quale progettò la sistemazione interna comprendente la realizzazione del coro e dell'altare maggiore.

## Biografia

### Giovinezza

#### Primi anni a Messina
Filippo Juvarra nacque il 7 marzo 1678 nella città di Messina, figlio di Pietro ed Eleonora Tafurri (o Tafuris), sposata in seconde nozze nel 1668 dopo la morte della prima moglie Caterina Donia.
La formazione del giovane Filippo avvenne, nell'ambito artistico messinese, sotto la guida del padre, di professione argentiere, che fu in grado di valorizzare il precoce talento del figlio; in questo modo, Juvarra - descritto dal fratello Francesco Natale come «di naturale molto vivace, e di buonissimo intelletto» - apprese i rudimenti dell'argenteria e venne introdotto all'esercizio del disegno, in parallelo agli studi teologici, ai quali venne avviato all'età di dodici anni. Nella bottega del padre l'adolescente Filippo eseguì opere di arte orafa e argenteria anche di un certo pregio, fra le quali si ricordano un calice (1695), due ostensori per la chiesa delle Giummare a Sciacca (1697) e per quella di San Giorgio a Modica (1700), otto candelieri (1698) e altri due di grandi dimensioni (1701) per il duomo di Messina.

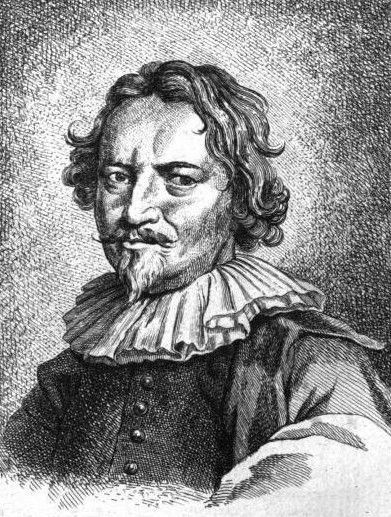
Ritratto dell'architetto Carlo Fontana, maestro di Juvarra

#### Studi architettonici a Roma
Ordinato sacerdote nel 1703, Juvarra decise di trasferirsi a Roma, così da perfezionare le proprie conoscenze teoriche e pratiche dell'architettura e delle arti in generale: nell'Urbe, ove giunse nell'estate del 1704 all'età di ventisei anni, fu ospite dei Passalacqua presso via dei Leutari, in un quartiere densamente abitato da messinesi. Juvarra era digiuno di ogni esperienza architettonica concreta, tanto che ancora nel 1724 il concittadino Francesco Susinno lo avrebbe etichettato come «pittore architetto e cesellatore»; appassionato autodidatta, egli in ogni caso si accostò all'architettura divorando i trattati di Vitruvio, Andrea Pozzo e Jacopo Barozzi da Vignola, senza un tirocinio pragmatico. Sulla sua formazione (ma anche sulla sua futura carriera da architetto) incise profondamente la sua condizione di ecclesiastico, tanto che a Roma fu inizialmente protetto da monsignor Tommaso Ruffo, eminente membro della Chiesa romana e maestro di camera di Clemente XI.
Decisiva fu, da questo momento, la «crescita» dello Juvarra sotto l'ala protettrice dell'architetto ticinese Carlo Fontana, che conobbe grazie all'intermediazione di monsignor Ruffo. Le circostanze dell'incontro tra i due sono discordanti: il fratello Francesco ci narra che Fontana avrebbe accettato Juvarra come proprio discepolo quando, vedendolo disegnare un capitello, rimase meravigliato dalle sue abilità nel disegno; la biografia redatta da Scipione Maffei ci racconta invece di un palazzo progettato dal giovane messinese, con il calore e l'esuberanza della sua terra natia, che spinse l'anziano maestro a consigliargli di disimparare quanto appreso sino a quel momento. In ogni caso, entrando in contatto con Fontana, Juvarra riuscì a disilludersi dal mito universalistico di Michelangelo, che lo aveva sedotto sino a quel momento, e ad approdare al metodo progettuale rigoroso e logico sperimentato dallo stesso maestro nelle sue realizzazioni. Fu così che Juvarra a Roma venne completamente assorbito in un'attività di studio intensa e onnivora, grazie alla quale perfezionò il proprio talento inventivo e la propria perizia nel disegno. Tracce dell'inventiva juvarriana sono avvertibili già nel 1701, anno in cui progettò gli apparati per le feste dell'incoronazione del sovrano di Spagna Filippo V, con una notevole «piramide degli orefici e argentieri»; nell'agosto 1704, invece, eseguì «fantasie» architettoniche a carattere antiquario, dove con una sicura padronanza tecnica aderì a un filone artistico che raggiungerà la sua acme con la produzione grafica di Giovan Battista Piranesi.

### Esordi

#### Il Concorso Clementino e il ritorno a Messina
Fu nel 1705, tuttavia, che Juvarra esordì nell'affollata scena architettonica romana. In quell'anno, infatti, egli conseguì il primo premio del concorso clementino di prima classe bandito dall'Accademia di San Luca, presentando il progetto per un regio palazzo in villa per il diporto di tre illustri personaggi; il progetto raffigurava «una villa con tre distinti corpi di fabbrica innestati a un cortile centrale esagonale circondata da un articolato sistema geometrico di giardini e spazi accessori potenzialmente tendente all'infinito» (Treccani). Questo saggio riassume in nuce molti dei dati stilistici che caratterizzeranno le sue realizzazioni della maturità, fra le quali la particolare attenzione posta nel rapporto tra le proprie architetture e il contesto urbano e paesistico.

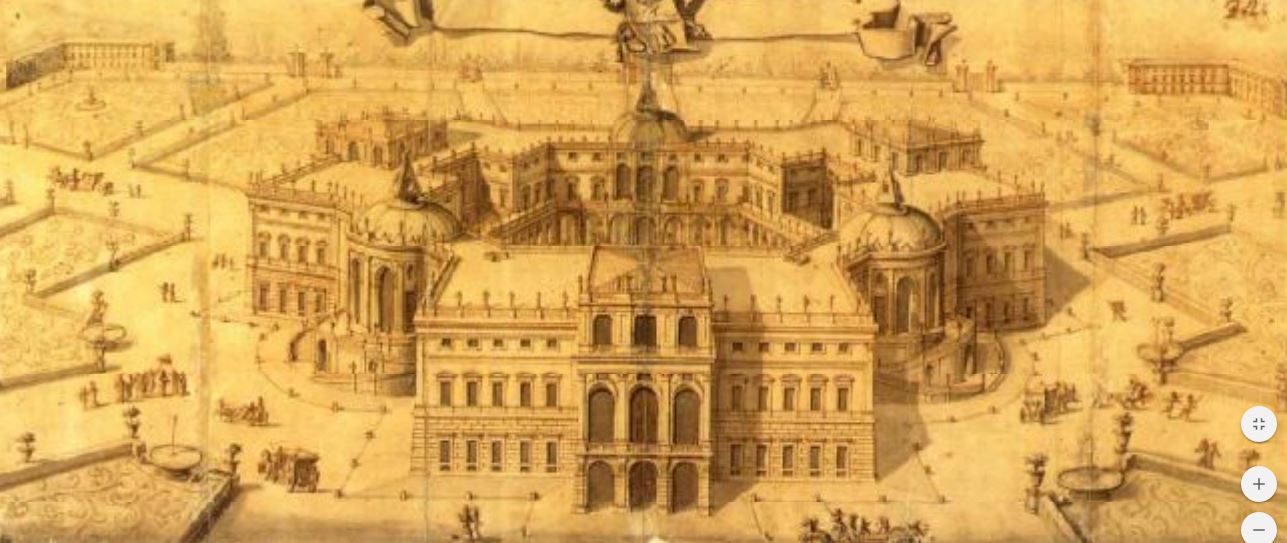
Filippo Juvarra, Regio palazzo in villa per il diporto di tre illustri personaggi (1705)

Immediatamente dopo la vittoria nel concorso clementino, Juvarra decise di fare momentaneamente ritorno a Messina per assistere alla sepoltura del padre Pietro, morto ivi il 1º marzo 1705. A Messina Juvarra poté dare prova del bagaglio culturale acquisito a Roma dopo un solo anno di studio: si occupò, infatti, dell'ampliamento e della ristrutturazione del palazzo di Muzio Spadafora e della sistemazione del coretto della chiesa di San Gregorio, oggi scomparsa. Dopo poco tempo, però, Juvarra si incamminò nuovamente per Roma, in compagnia del «Signor Coriolano Orsucci Cavaliere Lucchese di gran merito» (come ci riporta il fratello Francesco); lungo il tragitto i due fecero tappa a Napoli, dove rimasero dal 30 gennaio al 6 marzo 1706. Nella città partenopea Juvarra lavorò alacremente, realizzando quarantacinque disegni (fra i quali troviamo progetti per le facciate di Santa Brigida e dei Girolamini, rilievi del borrominiano altare Filomarino nella chiesa dei Sant'Apostoli, studi per una cupola, fogli con motivi ornamentali, fantasie architettoniche e altro); intanto stabilì anche una fitta rete di legami e di conoscenze con le personalità artistiche più in vista a Napoli, come dimostrano l'amicizia con Francesco Solimena e le collaborazioni con Domenico Antonio Vaccaro e Ferdinando Sanfelice.

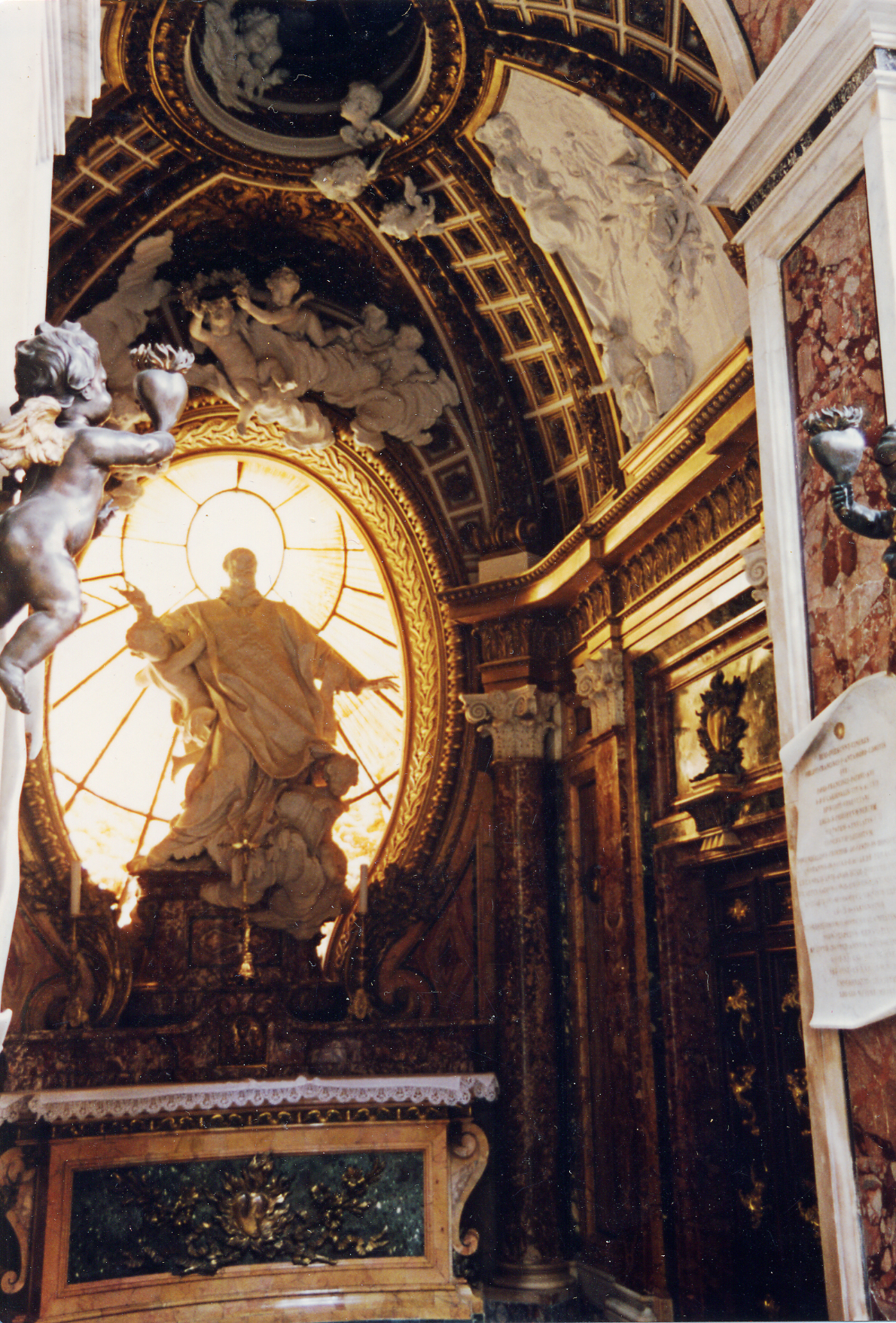
La Cappella Antamori nella chiesa di San Girolamo della Carità a Roma

#### Juvarra accademico di San Luca
Appena giunto a Roma (la sua presenza in città è documentata dal 5 aprile 1706) Juvarra ritornò a studiare architettura con Francesco Fontana, figlio di Carlo, con il quale intraprese una fattiva collaborazione. A dicembre si recò a Lucca, dove si misurò con il completamento del Palazzo Pubblico, lasciato incompiuto da Bartolomeo Ammannati; al contempo, progettò diverse ville per la colta e raffinata nobiltà lucchese, dimostrando una grande capacità di adattare l'approccio fontaniano al tema della villa rinascimentale, come per le ville Controni a Monte San Quirico e Guinigi alla Marina di Viareggio.
Il 31 dicembre 1706, quando era ancora a Lucca, Juvarra ricevette la nomina ad Accademico di Merito dell'Accademia di San Luca. Il conseguimento di quest'onore, di grandissimo prestigio e ottenuto tra l'altro alla giovane età di ventotto anni, suscitò nell'animo di Juvarra grandissimo orgoglio; a testimonianza dell'importanza di questa nomina, Juvarra per l'occasione fece dono all'Accademia di un proprio progetto raffigurante una chiesa a pianta centrale con due campanili, che nella sua struttura (cautamente desunta dalle architetture di Bernini, Borromini e Pietro da Cortona) presagisce la soluzione adottata per la basilica di Superga, di dieci anni posteriore.
Pochi mesi dopo, il 26 aprile 1707, Juvarra ricevette la nomina a insegnante unico di architettura presso l'Accademia di San Luca; si trattò di una carica che ricoprì con grande impegno e onore (corsi di architettura nel 1708 e nel 1712, corso di prospettiva nel 1711), avendo tra i propri alunni anche giovanissimi apprendisti architetti come Domenico Gregorini e Pietro Passalacqua. Per quanto riguarda il piano più strettamente professionale, invece, Juvarra si limitò a collaborare con Francesco Fontana e ad allacciare proficui contatti con gli accademici di San Luca, maturando una visione elitaria dei rapporti con i colleghi e la committenza; infatti frequentò pochissimo le riunioni della Congregazione dei Virtuosi al Pantheon, pur essendone membro dal 13 maggio 1708, né esercitò quelle attività pragmatiche che invece interessavano la maggior parte degli architetti di Roma. Grazie al sodalizio con i Fontana, in ogni caso, Juvarra ricevette la commissione per la cappella di famiglia dell'avvocato Antamoro intitolata a San Filippo Neri nella chiesa di San Girolamo della Carità. La cappella venne completata in tre anni (1708-1710), con il significativo contributo di Pierre Legros per l'esecuzione dell'apparato scultoreo, e costituisce uno dei pochi saggi di perizia costruttiva degli anni giovanili di Juvarra.

#### Alla corte cardinalizia di Ottoboni

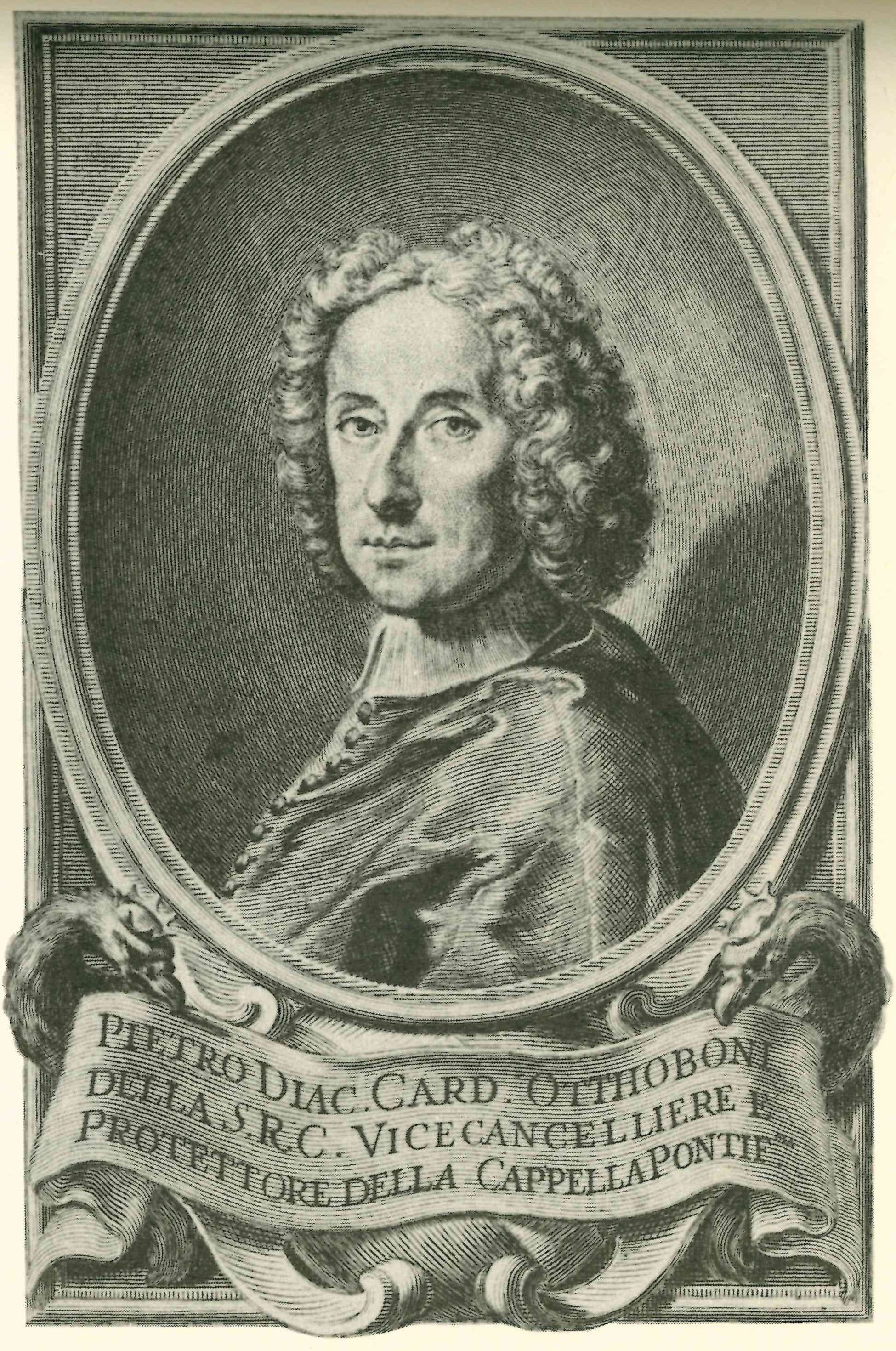
Ritratto di Pietro Ottoboni, il porporato che impiegò Juvarra come architetto teatrale

La scomparsa prematura di Francesco Fontana, morto il 3 luglio 1708, sconvolse l'equilibrio professionale di Juvarra; in seguito al decesso del suo maestro, infatti, il giovane architetto fu costretto a ricercare un impiego di corte. Inizialmente lo Juvarra ambiva a lavorare per la corte di Federico IV di Danimarca e per lui preparò una ricostruzione grafica del Campidoglio; questo disegno, venute meno le speranze che il sovrano danese visitasse Roma, venne poi inviato da Juvarra a Louis de Pardaillan de Gondrin, ministro di Luigi XIV, nell'aspettativa di attrarsi la benevolenza della corte francese. Nel luglio 1708 Juvarra venne chiamato presso la corte cardinalizia di Pietro Ottoboni, porporato versato nel teatro, che impiegò il giovane architetto come scenografo.
Per la curia romana, in questi anni, Juvarra eseguì in effetti numerose opere tra architetture effimere, apparati decorativi e addobbi funebri, tutte rigorosamente preparate nella casa-laboratorio a palazzo Tuccimei, in piazza Navona, dove nel frattempo aveva preso alloggio. Tra i progetti approntati da Juvarra in questo periodo (alcuni realizzati, altri rimasti sulla carta) si segnalano le scenografie preparate per gli spettacoli di burattini del Teatro della Cancelleria, la ristrutturazione di quest'ultimo teatro (luglio-dicembre 1709), gli addobbi funebri per le esequie del delfino di Francia in San Luigi dei Francesi (1711) e le scenografie per il teatrino domestico di Maria Casimira d'Arquien sul monte Pincio. Per quanto concerne le realizzazioni architettoniche, invece, al periodo ottoboniano risalgono il progetto per l'altare maggiore del santuario di Santa Maria del Fonte (del 1712, ma attuato con modifiche nel 1750) e la proposta per il completamento del chiostro del convento di Santa Maria dell'Umiltà (steso intorno al 1714).
Juvarra approdò in un ambiente ricco di stimoli e fermenti culturali; fu proprio frequentando il cenacolo di artisti riuniti attorno all'Ottoboni che incominciò a plasmarsi la sua immagine pubblica di cortigiano raffinato e brillante. Sono direttamente ascrivibili all'influenza di Ottoboni l'adesione all'Accademia dell'Arcadia, cui Juvarra entrò a far parte nel 1712 (benché alieno al mestiere della scrittura) con il nome pastorale di Bramanzio Feesseo, e il rinnovato interesse nella didattica architettonica, ruolo che ricoprì con molta partecipazione insegnando il proprio mestiere anche a un giovanissimo Luigi Vanvitelli, figlio dell'amico pittore Gaspar van Wittel.

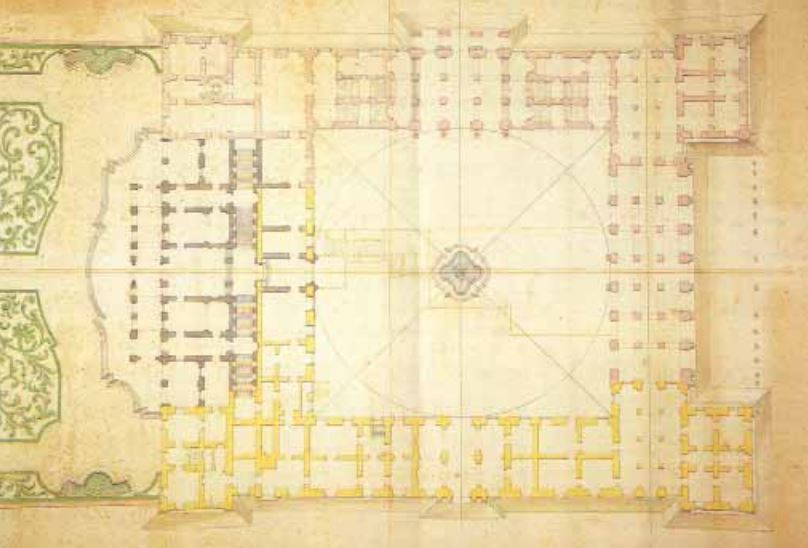
Filippo Juvarra, Progetto di ristrutturazione e ampliamento del palazzo Reale di Messina. Pianta del piano terra (1714)

### Nel segno dei Savoia

#### Juvarra «primo architetto civile» della corte sabauda
La morte di Carlo Fontana, avvenuta il febbraio del 1714, spezzò il legame professionale instauratosi con Pietro Ottoboni; il destino dello Juvarra, tuttavia, stava per compiersi a Messina. Nel luglio 1714, infatti, il marchese Francesco Aguirre venne convocato a Messina per accogliere il duca di Savoia Vittorio Amedeo, che aveva ottenuto la corona di Sicilia, con il titolo regio, in seguito alla stipula del trattato di Utrecht. Il nuovo sovrano, tuttavia, oltre a reclamare il possesso delle terre sicule, si recò a Messina anche con l'auspicio di trovare il successore del defunto architetto di corte Michelangelo Garove, morto nel 1713. Il marchese Aguirre, che conosceva Juvarra in quanto anche egli arcade, sollecitò quindi l'amico architetto a raggiungerlo a Messina; l'architetto subito accettò l'invito di Aguirre, nella speranza di attrarsi la benevolenza della corte sabauda.
Juvarra si presentò a Vittorio Amedeo, del quale era formalmente suddito, nella metà di luglio 1714 munito di matita e tiralinee, pronto ad accettare qualsiasi mansione che il sovrano gli assegnasse. Come saggio del proprio talento Juvarra gli presentò un progetto di ampliamento del palazzo reale di Messina; lo studio presentava dei forti connotati rappresentativi che sicuramente soddisfecero l'ambizione di Vittorio Amedeo di dotarsi di un architetto in grado di conferire a Torino una veste architettonica degna di una città regia. Per questo motivo, tra Juvarra e Vittorio Amedeo si formò assai rapidamente un saldo affiatamento, che consentì al giovane architetto di coronare il proprio sogno di «misurarsi con le ambizioni costruttive di un vero principe» (Treccani). Assunto al servizio di Vittorio Amedeo in qualità di «primo architetto civile» del regno, Juvarra si imbarcò il 1º settembre 1714 da Palermo alla volta di Torino, dove giunse tra la fine di settembre e i primi di ottobre dello stesso anno.
Vi restò anche quando nel 1718 i Savoia furono costretti a lasciare la Sicilia per la Sardegna.

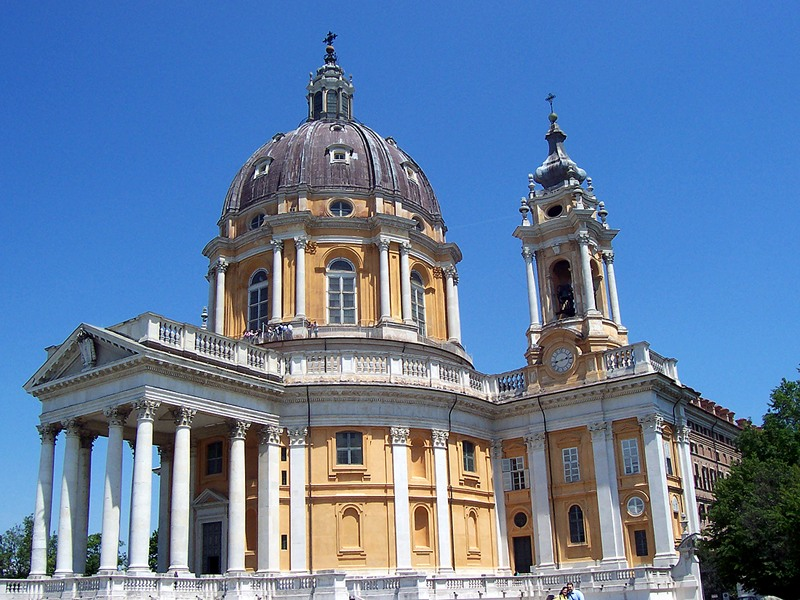
Vista laterale della basilica di Superga

Il primo incarico ufficiale che impegnò lo Juvarra a Torino fu l'erezione di una grande basilica intitolata alla Vergine sul colle di Superga, voluta da Vittorio Amedeo come mausoleo sabaudo e tempio votivo per la vittoria sui francesi del 1706; in quattordici anni di cantiere (l'edificazione della «real chiesa» fu terminata nel 1731), mostrandosi sensibile al canone architettonico romano teso da Michelangelo ai Fontana, Juvarra realizzò un edificio prospetticamente collegato al castello di Rivoli e alla porta Susina, in cui combinò il gusto tardo-barocco al neoclassico. Contestualmente al cantiere di Superga, Juvarra progettò anche le facciate delle chiese gemelle della place royale di San Carlo, su commissione di Maria Giovanna Battista di Savoia-Nemours, delle quali venne realizzata solo quella di Santa Cristina.
Intanto, su incarico della regina Anna Maria di Orléans, riprogettò la seicentesca Villa della Regina che sorgeva sulla collina torinese in faccia alla città, tramutandola in un vero luogo di delizie coronato da un parco stupefacente con fontane, dislivelli, architetture e giochi d'acqua.

#### Tra Torino e il Portogallo
La febbrile attività architettonica dello Juvarra negli anni successivi riguardò l'ampliamento occidentale della città sabauda, in corrispondenza dei quartieri militari e della contrada di Porta Susina, e la realizzazione della facciata e dello scalone a due rampe di palazzo Madama, ove l'architetto risentì dei modelli romani e francesi; Juvarra attinse dal repertorio romano-francesizzante anche nei vari interventi relativi alle dimore di delizie, o residenze sabaude extraurbane. La reggia di Venaria, costruita su progetto di Amedeo di Castellamonte e lasciata interrotta alla morte di Michelangelo Garove, si caricò di suggestioni juvarriane con il completamento della galleria di Diana e del padiglione di testa e la realizzazione della chiesa di Sant'Uberto; questo rapporto dialettico coinvolse anche il castello di Rivoli, dove Juvarra, partendo dal lavoro del Garove, riqualificò parzialmente il corpo centrale della fabbrica (i lavori, incominciati nel 1715, vennero infatti sospesi nel 1720). Lo Juvarra fu artefice anche di due importanti opere di architettura religiosa: la chiesa di Santa Croce, con un impianto ovale ricco di reminiscenze berniniane, e la chiesa di San Giacomo di Campertogno.

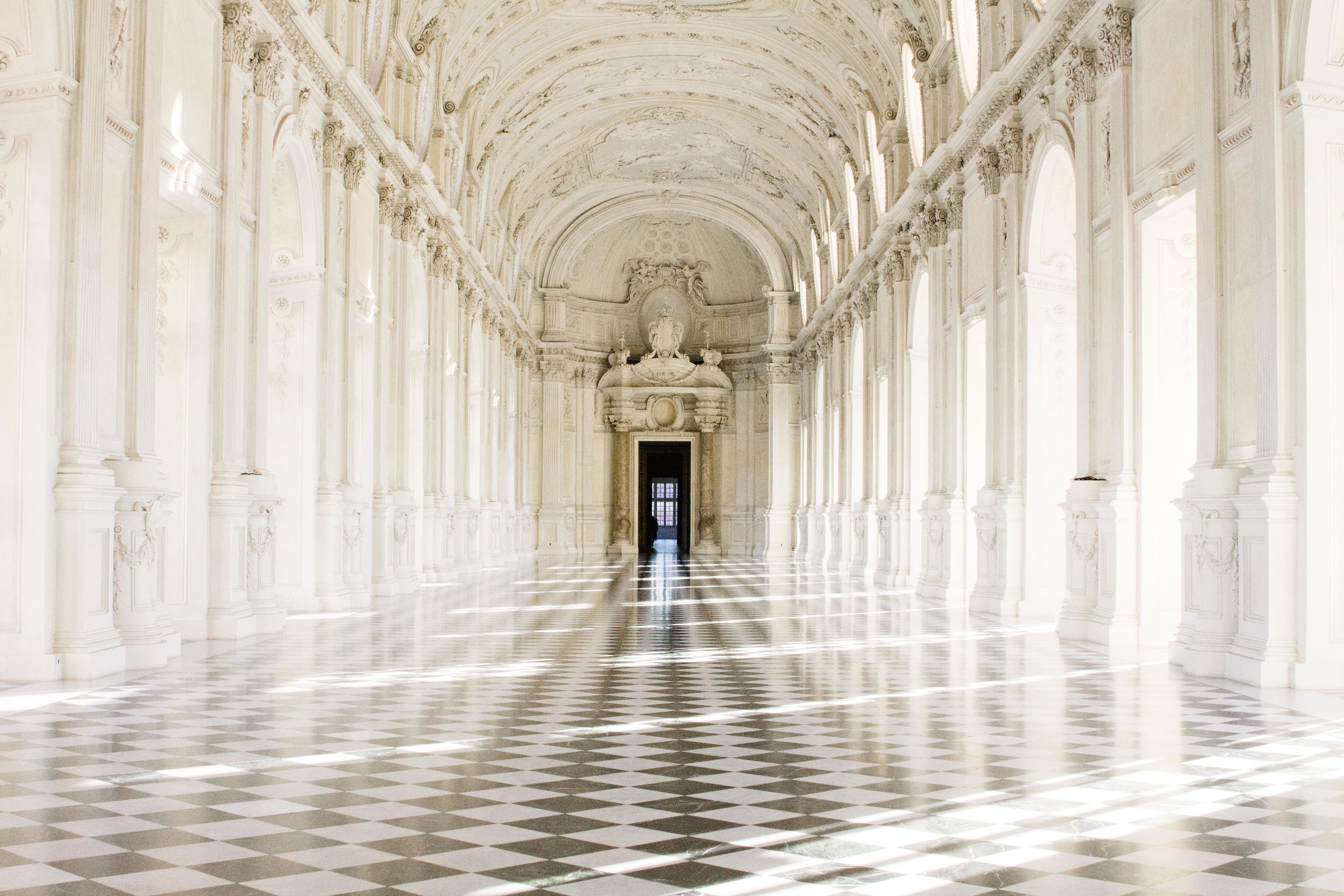
La galleria Grande della reggia di Venaria Reale

Dopo due viaggi a Roma, rispettivamente compiuti nei mesi invernali del 1715-16 e del 1717-18 (il secondo preceduto da soste a Milano, Piacenza, Parma, Modena, Reggio Emilia e Bologna), Juvarra si recò nel dicembre 1718 a Lisbona, in Portogallo, su invito ufficiale del re Giovanni V. L'impresa per la realizzazione della chiesa patriarcale di Lisbona e del nuovo Palazzo Reale, da edificare nella zona collinare di Bellas Aires, non ebbe buon esito, ma Juvarra riuscì comunque a guadagnarsi le simpatie del monarca portoghese, che gli offrì un cospicuo vitalizio e lo decorò con la Croce di Cavaliere dell'Ordine di Cristo. Lasciato il Portogallo nel luglio 1719, Juvarra si recò dapprima a Londra, dove frequentò Lord Burlington, uno dei maggiori fautori del classicismo in Inghilterra; successivamente, fece tappa nei Paesi Bassi e a Parigi, per poi rientrare finalmente a Torino nel 1720.
In seguito al rimpatrio, nell'inverno del 1720 Juvarra si recò repentinamente a Roma, complice anche il periodo di chiusura dei cantieri. Nell'Urbe poté curare insieme con l'amico incisore Filippo Vasconi la riproduzione grafica delle facciate di Palazzo Madama e delle chiese gemelle di piazza San Carlo; quest'edizione a stampa doveva far parte di un progetto iconografico di più ampio respiro, tuttavia non realizzato, volto a illustrare le realizzazioni architettoniche regie in costruzione. Intanto, l'intenso rapporto tra Vittorio Amedeo e Juvarra si infittì con numerose altre committenze: a Venaria Reale si inaugurarono i cantieri per la citroniera-scuderia e la «mandria» (1720-29), mentre il Palazzo Reale fu coinvolto da una vasta riqualificazione che contemplò anche la costruzione del teatrino di corte (detto «del Rondeau»; 1722) e l'apertura della Scala delle Forbici (1720-21), costruita in sostituzione di una rampa lignea per garantire un accesso aulico agli appartamenti di Carlo Emanuele e Anna Cristina di Sulzbach, convolati a nozze nel 1722. Nel «vecchio» Palazzo Reale venne realizzato il piccolo teatro di corte (1722-23); si iniziò contestualmente la costruzione del nuovo palazzo del Senato, poi sospesa (1720-22), e il sopraelevamento del campanile del Duomo (1720-23). Nel 1728 venne incaricato da Vittorio Amedeo II di progettare un nuovo Arsenale militare e presentò due progetti (1728-1730), poi completati dal 1736 dall'architetto militare Antonio De Vincenti.
Oltre i confini torinesi, invece, Juvarra fu poco attivo: l'architetto messinese riuscì solo a ritornare a Lucca con una speciale licenza regia nell'ottobre 1723, dedicandosi al Palazzo Pubblico, che subì profonde variazioni in seguito a un ripensamento critico, e ai progetti per il Duomo e la villa Mansi a Segromigno.

### Ultimi anni

#### Stupinigi
Tra il 1724 e il 1726 Juvarra costruì la propria casa studio, in via San Domenico, su un terreno donatogli dal re. Nel dicembre 1724 si recò a Roma, dove progettò, probabilmente per conto del cardinale Annibale Albani, il Palazzo dei Conclavi; questo progetto, presentato in ben quattro varianti difficilmente attuabili, non ebbe esito, ma arrecò a Juvarra la carica onorifica di architetto della Fabbrica di San Pietro, titolo assegnato in precedenza al Bernini e a Carlo Fontana.

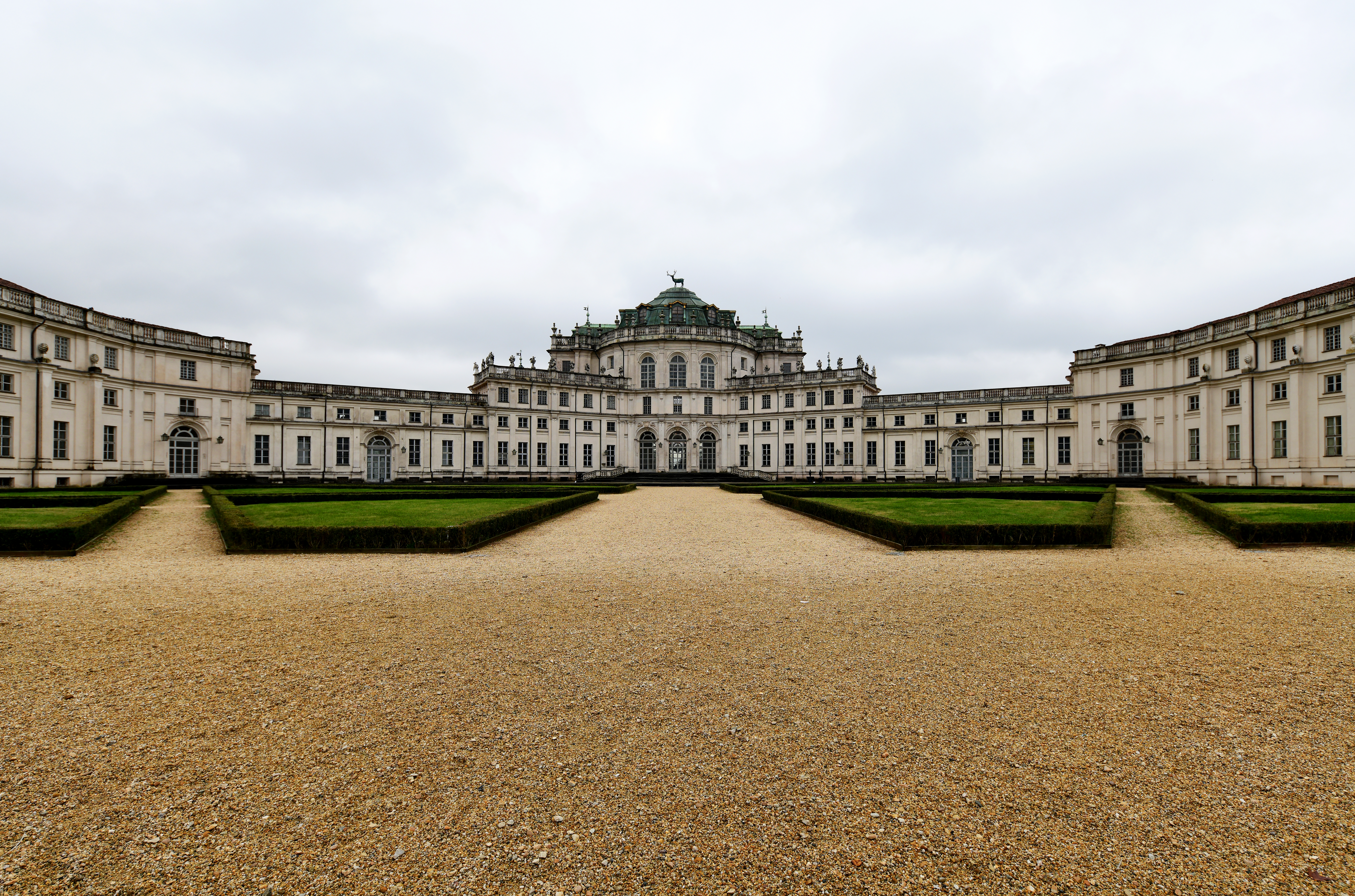
Esterno della palazzina di caccia di Stupinigi

Ritornato a Torino, lo Juvarra lavorò a un radicale riassetto urbanistico della zona dei «palazzi di comando», dove intervenne con la costruzione del palazzo degli Archivi di corte (1731) e con la ristrutturazione degli interni dell'Accademia militare (1726-27, 1730-31), del Palazzo Reale (1730-32) e del Palazzo Reale vecchio (1731). Allo stesso periodo risalgono la sistemazione della contrada di Porta Palazzo (1729-32), l'esecuzione del palazzo del conte Richa di Covassolo (1730) e la realizzazione della facciata del palazzo del conte Roero di Guarene (1730). Accanto a questi progetti, inoltre, Juvarra proseguì l'intenso rapporto dialettico con le residenze regie urbane ed extraurbane con la realizzazione ex novo della palazzina di Stupinigi, villa di caccia e palinsesto adatto alla celebrazione dei piaceri della corte; l'edificio è caratterizzato dalla presenza di un salone ellittico centrale dal quale si irraggiano quattro corpi di fabbrica diagonali. Nello stesso periodo, nel campo dell'architettura religiosa vanno segnalate la chiesa di Sant'Andrea a Chieri, oggi scomparsa, gli altari della Sainte-Chapelle nel castello di Chambéry (1726-27), di san Francesco di Sales nella chiesa della Visitazione di Torino (1730) e di san Giuseppe nella chiesa di Sant'Andrea a Savigliano (1728-33), e gli altari maggiori del santuario della Consolata (1729) e della chiesa dei Santi Martiri (quest'ultimo mai eseguito) (1730-34).

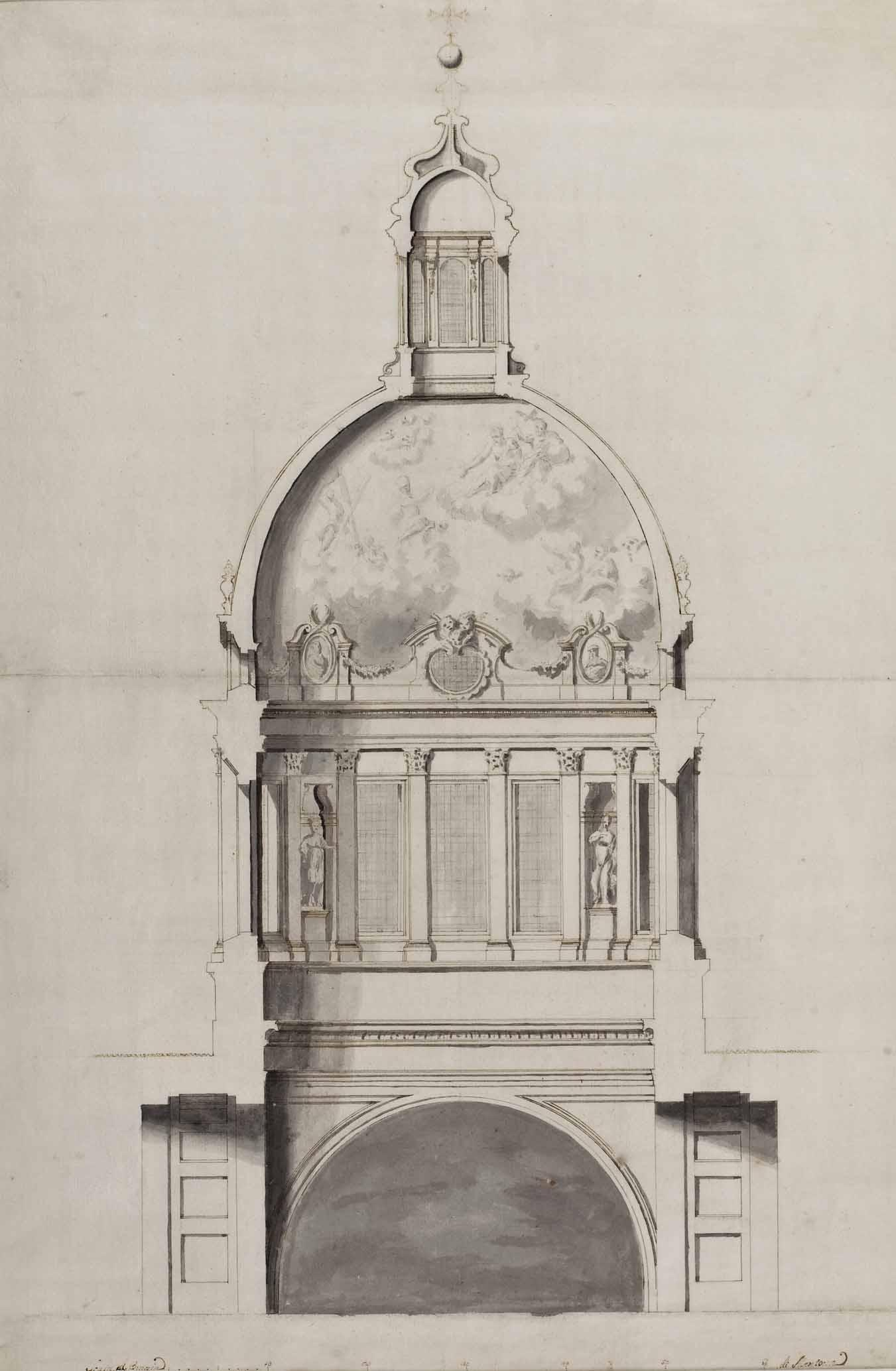
Progetto per la cupola di Sant'Andrea, a Mantova (circa 1733)

#### Tra Roma, Torino e Madrid
La nomina nel 1728 da parte di Vittorio Amedeo II ad abate di Santa Maria di Selve, carica vacante da sedici anni, consacrò l'affermazione sociale di Juvarra, finalmente considerato uno dei maggiori architetti italiani e - per questo motivo - spesso ricercato per offrire consulenza su varie tematiche. Nello stesso anno, infatti, Juvarra si recò nel Cuneese, tra Mondovì, Fossano e Savigliano; tra il 18 e il 30 giugno 1728 si recò nuovamente a Lucca, per porre rimedio alle deficienze statiche del Palazzo Pubblico, per poi sostare a Brescia (gennaio-febbraio 1729), ove fu richiesto per una consulenza per il secolare cantiere del Duomo nuovo, e per lo stesso motivo si spinse sino a Calcinate. Nel 1731 (tra gennaio e l'inizio di aprile) lo troviamo a Como, dove progettò la cupola del locale duomo; forse, per l'occasione, sostò anche a Bergamo, ove progettò l'Altare dei santi Fermo, Rustico e Procolo per il duomo.
Nel 1732 Juvarra effettuò in base a una speciale licenza regia un altro soggiorno romano, purtroppo scevro di soddisfazioni. L'architetto, infatti, ambiva ad aggiudicarsi la costruzione della Sagrestia Vaticana, ma invano; ulteriori delusioni, quali la mancata esecuzione della facciata di San Giovanni in Laterano (assegnata invece ad Alessandro Galilei), suscitarono molta indignazione nell'animo di Juvarra, che decise di lasciare l'Urbe e di ritornare a Torino. Nella capitale sabauda, divenuta grazie agli interventi juvarriani un polo d'architettura europea, l'architetto messinese progettò la chiesa del Carmine (1732-36) e proseguì il riassetto della «zona di comando», con il compimento degli archivi privati del re (1733-34) e della grande fabbrica delle segreterie di Stato (1733). Nello stesso periodo, lo Juvarra venne sollecitato a viaggiare, sempre in veste di consulente, a Mantova, dove giunse nell'agosto del 1733 con il progetto della cupola della basilica di Sant'Andrea, e a Milano, per fornire un'opinione sulla facciata del duomo.
L'autorità di cui godeva lo Juvarra, che arrivò addirittura a essere considerato «architetto delle capitali», attrasse il favore del re spagnolo Filippo V, che chiamò l'architetto messinese a Madrid per il completamento del Palazzo Reale. Fu tuttavia proprio nella capitale iberica, dopo dieci mesi di attività durante i quali si occupò anche del palazzo di Aranjuez e della Granja de San Ildefonso, che Filippo Juvarra morì il 31 gennaio 1736 stroncato da una polmonite (ma secondo Niccolò Gaburri non «senza sospetto di veleno»); sinceramente pianto dai contemporanei, le sue esequie furono celebrate a Madrid a spese della dinastia borbonica e fu sepolto infine nella chiesa di San Martin y del Sacramento.
Suo infine il progetto del campanile del duomo di Belluno, concluso nel 1747.

## Stile

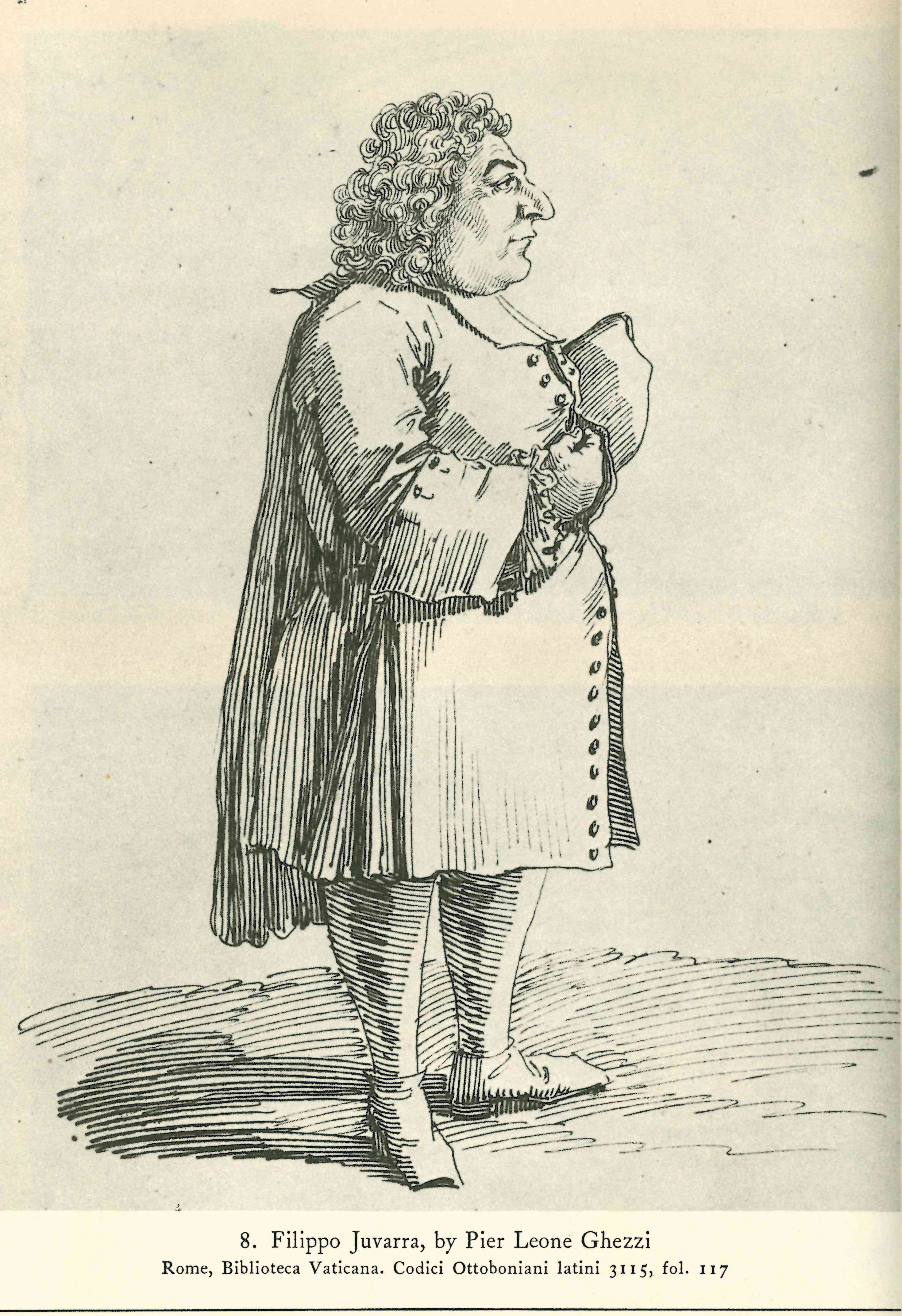
Caricatura di Juvarra realizzata da Pier Leone Ghezzi nel 1724

È lo stesso Juvarra a descrivere la sua concezione architettonica nel 1725, precisamente nella dedica del volume di disegni inviato in dono al conte Traiano Roero di Guarene nel 1725:
Lo stile di Juvarra risente fortemente sia dell'architettura romana seicentesca, orientata alla linearità e all'organizzazione spaziale in chiave monumentale, sia dell'esperienza maturata lavorando come scenografo al servizio di Pietro Ottoboni; nella maturità, inoltre, si mostrò assai sensibile anche al lessico francesizzante, che applicò specialmente nelle decorazioni. Fondendo queste molteplici influenze, Juvarra emerse come uno dei maggiori interpreti del rococò e del barocco nell'architettura di tutti i tempi.
In tal senso, tra i dati stilistici fondamentali dello stile di Filippo Juvarra riscontriamo una sapiente calibrazione degli effetti plastici e prospettici, che si concretizzano in maniera larga e aerea nelle sue realizzazioni, spesso rendendole dei veri e propri «congegni ottici». Il linguaggio architettonico di Juvarra, inoltre, è caratterizzato da un'esaltazione del rapporto tra architettura, paesaggio e città (definito addirittura «piccante» da Giulio Carlo Argan); l'ambiente, infatti, nelle realizzazioni juvarriane non è più trattato come una banale quinta architettonica, bensì come un elemento intimamente raccordato con le forme architettoniche e le soluzioni urbanistiche, delle quali costituisce una parte integrante. Notevole, infine, il forte debito nei confronti di Bernini e Borromini; di quest'ultimo, in particolare, l'architetto messinese si considerava discepolo in ragione della comune attenzione sulla sobrietà e sulla coerenza nell'uso degli elementi ornamentali.

## Opere
| Immagine | Titolo                                           | Data                   | Paese  | Città                       | Attribuzione e note |
| -------- | ------------------------------------------------ | ---------------------- | ------ | --------------------------- | --- |
|          | Chiesa di San Gregorio (non più esistente)       | 1703-1705              | Italia | Messina                     | Attribuzione certa. Realizzazione delle finestre del presbiterio, completamento della parte alta dell'altare maggiore e sistemazione del coretto                                                   |
|          | Chiesa di San Girolamo della Carità              | 1708                   | Italia | Roma                        | Attribuzione certa. Cappella Antamoro |
|          | Palazzo Reale di Messina (non più esistente)     | 1714                   | Italia | Messina                     | Attribuzione certa. Ampliamento |
|          | Chiesa di Santa Cristina                         | 1715-1718              | Italia | Torino                      | Attribuzione certa. Facciata |
|          | Chiesa di San Filippo Neri                       | 1715-1735              | Italia | Torino                      | Attribuzione certa. Progetto definitivo e rifacimento dopo il crollo della cupola e di una parte della navata nel 1714                                                                             |
|          | Reggia di Venaria Reale                          | 1716-1729              | Italia | Venaria Reale               | Attribuzione certa. Completamento della Galleria Grande (1716), allestimento del padiglione sud-est, costruzione della Citroneria, della Scuderia Grande (1722-1727) e della chiesa di Sant'Uberto |
|          | Castello di Rivoli                               | 1716-1734              | Italia | Rivoli                      | Attribuzione certa. Ampliamento e riplasmazione |
|          | Palazzo Madama                                   | 1716-1721              | Italia | Torino                      | Attribuzione certa. Facciata e scalone monumentale |
|          | Basilica di Superga                              | 1717-1731              | Italia | Torino                      | Attribuzione certa |
|          | Chiesa della Santissima Trinità                  | 1717-1734              | Italia | Torino                      | Attribuzione certa. Decorazione interna |
|          | Chiesa di Santa Croce                            | 1718-1730              | Italia | Torino                      | Attribuzione certa |
|          | Chiesa di San Giacomo Maggiore                   | 1720-1732              | Italia | Campertogno                 | Attribuzione certa |
|          | Chiesa di Santa Teresa                           | inizi del XVIII secolo | Italia | Torino                      | Attribuzione certa. Completamento |
|          | Palazzo Reale di Torino                          | 1720-1722; 1730-1734   | Italia | Torino                      | Attribuzione certa. Progettazione della scala delle Forbici, del teatrino di corte del Rondeau, del Gabinetto Cinese e del Gabinetto della Regina                                                  |
|          | Duomo di Torino                                  | 1720-1723              | Italia | Torino                      | Attribuzione certa. Sopraelevazione del campanile |
|          | Palazzo del Senato Sabaudo                       | 1720-1721              | Italia | Torino                      | Attribuzione certa |
|          | Villa della Regina                               | XVIII secolo           | Italia | Torino                      | Attribuzione certa. Riprogettazione |
|          | Palazzo Ducale di Lucca                          | 1722-1733              | Italia | Lucca                       | Attribuzione certa. Completamento, ristrutturazione e ampliamento del Palazzo |
|          | Villa Mansi                                      | XVIII secolo           | Italia | Segromigno in Monte         | Attribuzione certa. Rifacimento del parco |
|          | Palazzo Pfanner                                  | XVIII secolo           | Italia | Lucca                       | Attribuzione certa. Giardino |
|          | Porta Palazzo                                    | 1729-1732              | Italia | Torino                      | Attribuzione certa. Rettificazione della Contrada di Porta Palazzo e progettazione di piazza della Vittoria, primo impianto dell’attuale piazza della Repubblica                                   |
|          | Palazzina di caccia di Stupinigi                 | 1729-1733              | Italia | Nichelino                   | Attribuzione certa |
|          | Teatro Regio (distrutto da un incendio nel 1936) | 1730                   | Italia | Torino                      | Attribuzione certa. Progettazione del Teatro che verrà realizzato successivamente da Benedetto Alfieri                                                                                             |
|          | Chiesa di Sant'Antonio Abate                     | XVIII secolo           | Italia | Chieri                      | Attribuzione certa. Realizzata dopo la sua morte |
|          | Archivio di Stato di Torino                      | 1731-1733              | Italia | Torino                      | Attribuzione certa |
|          | Duomo di Como                                    | 1732-1734              | Italia | Como                        | Attribuzione certa. Cupola |
|          | Chiesa della Madonna del Carmine                 | 1732-1736              | Italia | Torino                      | Attribuzione certa |
|          | Duomo di Belluno                                 | 1732-1735              | Italia | Belluno                     | Attribuzione certa. Campanile |
|          | Chiesa di Santa Maria Maggiore                   | XVIII secolo           | Italia | Vercelli                    | Attribuzione certa |
|          | Basilica di Sant'Andrea                          | XVIII secolo           | Italia | Mantova                     | Attribuzione certa. Cupola |
|          | Duomo di Bergamo                                 | XVIII secolo           | Italia | Bergamo                     | Attribuzione certa. Altare dei santi Fermo, Rustico e Procolo |
|          | Santuario di Santa Maria del Fonte               | XVIII secolo           | Italia | Caravaggio                  | Attribuzione certa. Altare maggiore |
|          | Certosa reale di Collegno                        | XVIII secolo           | Italia | Collegno                    | Attribuzione certa. Ampliamento e portale di ingresso |
|          | Castello della Mandria                           | XVIII secolo           | Italia | Venaria Reale               | Attribuzione certa. Completamento e ampliamento |
|          | Palazzo Reale della Granja de San Ildefonso      | XVIII secolo           | Spagna | Real Sitio de San Ildefonso | Attribuzione certa. Facciata |
|          | Palazzo Reale di Madrid                          | 1735-1736              | Spagna | Madrid                      | Attribuzione certa. Dopo la sua morte, nel 1736, il progetto di Juvarra verrà proseguito da dell'allievo Giovanni Battista Sacchetti e poi da Francesco Sabatini                                   |

## Ascendenza
Qui sotto è riportato un albero genealogico che espone l'ascendenza di Filippo Juvarra:
| Francesco Juvarra                                                                | Francesco Juvarra                                                                | Francesco Juvarra                                                                | Francesco Juvarra                                                                | Francesco Juvarra                                                                | Francesco Juvarra                                                                |  |  |            |            |            |            | Clara Sambrana | Clara Sambrana | Clara Sambrana | Clara Sambrana | Clara Sambrana                    | Clara Sambrana                    |                                   |                                   |                                   |                                   |  |  |                                                     |                                                     |                                                     |                                                     |                                                     |                                                     |  |  |                   |                   |                   |                   |                   |                   |  |  |             |             |             |             |             |             |  |  |                                  |                                  |                                  |                                  |                                  |                                  |  |  |           |           |           |           |           |           |  |  |                  |                  |                  |                  |                  |                  |  |  |  |  |
| Francesco Juvarra                                                                | Francesco Juvarra                                                                | Francesco Juvarra                                                                | Francesco Juvarra                                                                | Francesco Juvarra                                                                | Francesco Juvarra                                                                |  |  |            |            |            |            | Clara Sambrana | Clara Sambrana | Clara Sambrana | Clara Sambrana | Clara Sambrana                    | Clara Sambrana                    |                                   |                                   |                                   |                                   |  |  |                                                     |                                                     |                                                     |                                                     |                                                     |                                                     |  |  |                   |                   |                   |                   |                   |                   |  |  |             |             |             |             |             |             |  |  |                                  |                                  |                                  |                                  |                                  |                                  |  |  |           |           |           |           |           |           |  |  |                  |                  |                  |                  |                  |                  |  |  |  |  |
|                                                                                  |                                                                                  |                                                                                  |                                                                                  |                                                                                  |                                                                                  |  |  |            |            |            |            |                |                |                |                |                                   |                                   |                                   |                                   |                                   |                                   |  |  |                                                     |                                                     |                                                     |                                                     |                                                     |                                                     |  |  |                   |                   |                   |                   |                   |                   |  |  |             |             |             |             |             |             |  |  |                                  |                                  |                                  |                                  |                                  |                                  |  |  |           |           |           |           |           |           |  |  |                  |                  |                  |                  |                  |                  |  |  |  |  |
|                                                                                  |                                                                                  |                                                                                  |                                                                                  |                                                                                  |                                                                                  |  |  |            |            |            |            |                |                |                |                |                                   |                                   |                                   |                                   |                                   |                                   |  |  |                                                     |                                                     |                                                     |                                                     |                                                     |                                                     |  |  |                   |                   |                   |                   |                   |                   |  |  |             |             |             |             |             |             |  |  |                                  |                                  |                                  |                                  |                                  |                                  |  |  |           |           |           |           |           |           |  |  |                  |                  |                  |                  |                  |                  |  |  |  |  |
| Pietro ~ ① 1640, Caterina Donia, figlia di Cola Maria; ~ ② 1668 Eleonora Tafurri | Pietro ~ ① 1640, Caterina Donia, figlia di Cola Maria; ~ ② 1668 Eleonora Tafurri | Pietro ~ ① 1640, Caterina Donia, figlia di Cola Maria; ~ ② 1668 Eleonora Tafurri | Pietro ~ ① 1640, Caterina Donia, figlia di Cola Maria; ~ ② 1668 Eleonora Tafurri | Pietro ~ ① 1640, Caterina Donia, figlia di Cola Maria; ~ ② 1668 Eleonora Tafurri | Pietro ~ ① 1640, Caterina Donia, figlia di Cola Maria; ~ ② 1668 Eleonora Tafurri |  |  | Gregorio   | Gregorio   | Gregorio   | Gregorio   | Gregorio       | Gregorio       |                |                | Giovanni Gregorio                 | Giovanni Gregorio                 | Giovanni Gregorio                 | Giovanni Gregorio                 | Giovanni Gregorio                 | Giovanni Gregorio                 |  |  | Giovanni                                            | Giovanni                                            | Giovanni                                            | Giovanni                                            | Giovanni                                            | Giovanni                                            |  |  | Agostino          | Agostino          | Agostino          | Agostino          | Agostino          | Agostino          |  |  |             |             |             |             |             |             |  |  |                                  |                                  |                                  |                                  |                                  |                                  |  |  |           |           |           |           |           |           |  |  |                  |                  |                  |                  |                  |                  |  |  |  |  |
| Pietro ~ ① 1640, Caterina Donia, figlia di Cola Maria; ~ ② 1668 Eleonora Tafurri | Pietro ~ ① 1640, Caterina Donia, figlia di Cola Maria; ~ ② 1668 Eleonora Tafurri | Pietro ~ ① 1640, Caterina Donia, figlia di Cola Maria; ~ ② 1668 Eleonora Tafurri | Pietro ~ ① 1640, Caterina Donia, figlia di Cola Maria; ~ ② 1668 Eleonora Tafurri | Pietro ~ ① 1640, Caterina Donia, figlia di Cola Maria; ~ ② 1668 Eleonora Tafurri | Pietro ~ ① 1640, Caterina Donia, figlia di Cola Maria; ~ ② 1668 Eleonora Tafurri |  |  | Gregorio   | Gregorio   | Gregorio   | Gregorio   | Gregorio       | Gregorio       |                |                | Giovanni Gregorio                 | Giovanni Gregorio                 | Giovanni Gregorio                 | Giovanni Gregorio                 | Giovanni Gregorio                 | Giovanni Gregorio                 |  |  | Giovanni                                            | Giovanni                                            | Giovanni                                            | Giovanni                                            | Giovanni                                            | Giovanni                                            |  |  | Agostino          | Agostino          | Agostino          | Agostino          | Agostino          | Agostino          |  |  |             |             |             |             |             |             |  |  |                                  |                                  |                                  |                                  |                                  |                                  |  |  |           |           |           |           |           |           |  |  |                  |                  |                  |                  |                  |                  |  |  |  |  |
|                                                                                  |                                                                                  |                                                                                  |                                                                                  |                                                                                  |                                                                                  |  |  |            |            |            |            |                |                |                |                |                                   |                                   |                                   |                                   |                                   |                                   |  |  |                                                     |                                                     |                                                     |                                                     |                                                     |                                                     |  |  |                   |                   |                   |                   |                   |                   |  |  |             |             |             |             |             |             |  |  |                                  |                                  |                                  |                                  |                                  |                                  |  |  |           |           |           |           |           |           |  |  |                  |                  |                  |                  |                  |                  |  |  |  |  |
|                                                                                  |                                                                                  |                                                                                  |                                                                                  |                                                                                  |                                                                                  |  |  |            |            |            |            |                |                |                |                |                                   |                                   |                                   |                                   |                                   |                                   |  |  |                                                     |                                                     |                                                     |                                                     |                                                     |                                                     |  |  |                   |                   |                   |                   |                   |                   |  |  |             |             |             |             |             |             |  |  |                                  |                                  |                                  |                                  |                                  |                                  |  |  |           |           |           |           |           |           |  |  |                  |                  |                  |                  |                  |                  |  |  |  |  |
| ① Francesco (1644-19 dicembre 1674)                                              | ① Francesco (1644-19 dicembre 1674)                                              | ① Francesco (1644-19 dicembre 1674)                                              | ① Francesco (1644-19 dicembre 1674)                                              | ① Francesco (1644-19 dicembre 1674)                                              | ① Francesco (1644-19 dicembre 1674)                                              |  |  | ① Eutichio | ① Eutichio | ① Eutichio | ① Eutichio | ① Eutichio     | ① Eutichio     |                |                | ② Sebastiano ~ 1667 Diana Scafili | ② Sebastiano ~ 1667 Diana Scafili | ② Sebastiano ~ 1667 Diana Scafili | ② Sebastiano ~ 1667 Diana Scafili | ② Sebastiano ~ 1667 Diana Scafili | ② Sebastiano ~ 1667 Diana Scafili |  |  | ② Francesco Natale (12 gennaio 1673-27 aprile 1759) | ② Francesco Natale (12 gennaio 1673-27 aprile 1759) | ② Francesco Natale (12 gennaio 1673-27 aprile 1759) | ② Francesco Natale (12 gennaio 1673-27 aprile 1759) | ② Francesco Natale (12 gennaio 1673-27 aprile 1759) | ② Francesco Natale (12 gennaio 1673-27 aprile 1759) |  |  | ② Agata Fortunata | ② Agata Fortunata | ② Agata Fortunata | ② Agata Fortunata | ② Agata Fortunata | ② Agata Fortunata |  |  | ② Benedetta | ② Benedetta | ② Benedetta | ② Benedetta | ② Benedetta | ② Benedetta |  |  | ② Natalizia ~ Francesco Martinez | ② Natalizia ~ Francesco Martinez | ② Natalizia ~ Francesco Martinez | ② Natalizia ~ Francesco Martinez | ② Natalizia ~ Francesco Martinez | ② Natalizia ~ Francesco Martinez |  |  | ② Filippo | ② Filippo | ② Filippo | ② Filippo | ② Filippo | ② Filippo |  |  | altri 8 fratelli | altri 8 fratelli | altri 8 fratelli | altri 8 fratelli | altri 8 fratelli | altri 8 fratelli |  |  |  |  |